# Вердалсера
Вердалсера (норв. Verdalsøra) је насељено место у Норвешкој у округу Nord-Trøndelag. Има статус града од 1998.